# Aridaeus
Aridaeus es una género de insecto coleóptero de la familia Cerambycidae. 

## Especies
Las especies de este género son:
- Aridaeus heros Pascoe, 1866
- Aridaeus nigripes Aurivillius, 1917
- Aridaeus princeps Carter, 1934
- Aridaeus sumbaensis Chemin & Vitali, 2013
- Aridaeus thoracicus (Donovan, 1805)
- Aridaeus timoriensis Jordan, 1894